# Bauerago
Bauerago — рід грибів родини Microbotryaceae. Назва вперше опублікована 1999 року.

## Класифікація
До роду Bauerago відносять 9 видів:
- Bauerago abstrusa
- Bauerago boliviana
- Bauerago capensis
- Bauerago combensis
- Bauerago commelinae
- Bauerago cyperi-lucidi
- Bauerago gardneri
- Bauerago tinantiae
- Bauerago vuyckii